# Miloš Marić
Miloš Marić (en serbio: Милош Марић), es un futbolista serbio, se desempeña como centrocampista y actualmente juega en el Beveren de la Jupiler League de Bélgica.

## Selección nacional
Ha sido internacional con la Selección de fútbol de Serbia y Montenegro, ha jugado 7 partidos internacionales.

## Clubes
| Club             | País       | Año           |
| ---------------- | ---------- | ------------- |
| FK Sloboda Užice | Serbia     | 1999 - 2000   |
| Remont Čačak     | Serbia     | 2000 - 2001   |
| FK Zeta          | Montenegro | 2001 - 2004   |
| Olympiacos FC    | Grecia     | 2004 - 2007   |
| KAA Gent         | Bélgica    | 2007 - 2009   |
| VfL Bochum       | Alemania   | 2009-2010     |
| Lierse SK        | Bélgica    | 2010-2012     |
| KSC Lokeren      | Bélgica    | 2012-2013     |
| Beveren          | Bélgica    | 2013-presente |